# Point of Know Retour
Point of Know Retour è il quarto tour ufficiale della band statunitense Kansas.

## Storia
La tournée promozionale per l'album Leftoverture inizia con alcune date effettuate a partire da settembre 1976, comprende un totale di 32 esibizioni eseguite tra Stati Uniti d'America e Canada; grazie al grande successo di questi concerti, anche l'album ebbe grandissimi riscontri a livello commerciale.
Anche questa volta, i Kansas si esibisco sia come gruppo principale che come gruppo spalla, per gruppi quali Chicago e Cheap Trick.
Durata approssimativa dello show: 30/50 minuti.

## Formazione
- Kerry Livgren - chitarra solista, chitarra ritmica, chitarra acustica, piano, clavinet, sintetizzatore moog, sintetizzatore ARP
- Rich Williams - chitarra solista, chitarra ritmica
- Steve Walsh - organo, piano, clavinet, sintetizzatore moog, congas, voce
- Robby Steinhardt - violino, voce
- Dave Hope - basso
- Phil Ehart - batteria, percussioni varie

## Date
Calendario completo del tour
|                  |                       |                       |                               | |                  |              |                       |                                  |  |
| 21 ottobre 1977  | Birmingham            | Canada                | Kingston Memorial Center      | |                  |              |                       |                                  |  |
| 22 ottobre 1977  | Huntsville            | USA                   |                               | |                  |              |                       |                                  |  |
| 23 ottobre 1977  | Memphis               | USA                   |                               | |                  |              |                       |                                  |  |
| 24 ottobre 1978  | Brandon               | Canada                | Keystone Centre               | |                  |              |                       |                                  |  |
| 28 ottobre 1977  | Jenkins Arena         | USA                   |                               | |                  |              |                       |                                  |  |
| 3 novembre 1977  | Columbia              | USA                   |                               | |                  |              |                       |                                  |  |
| 4 novembre 1977  | Charlotte             | USA                   |                               | |                  |              |                       |                                  |  |
| 9 novembre 1977  | Washington            | USA                   | Capital Centre                | |                  |              |                       |                                  |  |
| 11 novembre 1977 | Nashville             | Stati Uniti d'America |                               | |                  |              |                       |                                  |  |
| 12 novembre 1977 | Louisville            | Stati Uniti d'America |                               | |                  |              |                       |                                  |  |
| 23 novembre 1977 | Saint Louis           | Stati Uniti d'America |                               | |                  |              |                       |                                  |  |
| 25 novembre 1977 | Kansas City           | Stati Uniti d'America |                               | |                  |              |                       |                                  |  |
| 26 novembre 1978 | Omaha                 | Stati Uniti d'America | Community Center              | |                  |              |                       |                                  |  |
| 29 novembre 1977 | Chicago               | Stati Uniti d'America | International Anphitheater    | |                  |              |                       |                                  |  |
| 3 dicembre 1977  | Indianapolis          | Stati Uniti d'America | Hara Arena                    | |                  |              |                       |                                  |  |
| 6 dicembre 1978  | Toledo                | Stati Uniti d'America | Toledo Sport Arena            | Aprono per i Cheap Trick                                                                               |                  |              |                       |                                  |  |
| 7 dicembre 1977  | Green Bay             | Stati Uniti d'America |                               | Aprono per i Cheap Trick                                                                               |                  |              |                       |                                  |  |
| 9 dicembre 1978  | Green Bay             | Stati Uniti d'America |                               | Aprono per i Cheap Trick                                                                               |                  |              |                       |                                  |  |
| 13 dicembre 1978 | Providence            | Stati Uniti d'America |                               | |                  |              |                       |                                  |  |
| 16 dicembre 1977 | Filadelfia            | Stati Uniti d'America | International Amphitheatre    | |                  |              |                       |                                  |  |
| 17 dicembre 1977 | New York              | Stati Uniti d'America | Dane County Memorial Coliseum | |                  |              |                       |                                  |  |
| 19 dicembre 1977 | New York              | Canada                | London Gardens                | |                  |              |                       |                                  |  |
| 28 dicembre 1977 | San Diego             | Canada                | Maple Leaf Gardens            | |                  |              |                       |                                  |  |
| 29 dicembre 1977 | Tucson                | Stati Uniti d'America |                               | |                  |              |                       |                                  |  |
| 30 dicembre 1978 | Las Vegas             | USA                   | Casinò                        | |                  |              |                       |                                  |  |
| 31 dicembre 1977 | Long Beach            | USA                   |                               | |                  |              |                       |                                  |  |
| 2 gennaio 1978   | Portland              | Stati Uniti d'America |                               | |                  |              |                       |                                  |  |
| 3 gennaio 1978   | Seattle               | Stati Uniti d'America |                               | |                  |              |                       |                                  |  |
| 5 gennaio 1978   | Salt Lake City        | Stati Uniti d'America |                               | |                  |              |                       |                                  |  |
| 8 gennaio 1978   | Tulsa                 | Stati Uniti d'America | The Palladium                 | |                  |              |                       |                                  |  |
| 11 gennaio 1978  | Houston               | Stati Uniti d'America |                               | |                  |              |                       |                                  |  |
| 17 gennaio 1979  | Las Vegas             | Stati Uniti d'America | Casinò                        | |                  |              |                       |                                  |  |
| 21 gennaio 1979  | Denver                | Stati Uniti d'America |                               | |                  |              |                       |                                  |  |
| 23 gennaio 1978  | Honolulu              | Stati Uniti d'America | Palace Theatre                | |                  |              |                       |                                  |  |
| 24 gennaio 1978  | Honolulu              | Stati Uniti d'America | War Memorial Auditorium       | |                  |              |                       |                                  |  |
| 26 gennaio 1978  | Honolulu              | Stati Uniti d'America | Riverfront Coliseum           | |                  |              |                       |                                  |  |
| 30 gennaio 197   | Louisville            | Stati Uniti d'America | Louisville Gardens            | |                  |              |                       |                                  |  |
| 31 gennaio 1979  | Bloomington           | Stati Uniti d'America | I.U.A. Auditorium             | |                  |              |                       |                                  |  |
| 1º febbraio 1979 | Columbus              | Stati Uniti d'America | St. John's Arena              | | 17 febbraio 1979 | Fayetteville | Stati Uniti d'America | Cumberland County Memorial Arena |  |
| ? febbraio 1979  | Asheville             | Stati Uniti d'America | Civic Center                  | |                  |              |                       |                                  |  |
| 20 febbraio 1979 | Knoxville             | Stati Uniti d'America | Civic Coliseum                | |                  |              |                       |                                  |  |
| 22 febbraio 1979 | Little Rock           | Stati Uniti d'America | Barton Coliseum               | |                  |              |                       |                                  |  |
| 23 febbraio 1979 | Shreveport            | Stati Uniti d'America | Hirsch Memorial Coliseum      | |                  |              |                       |                                  |  |
| 24 febbraio 1979 | Oklahoma City         | Stati Uniti d'America | Fairgrounds Pavilion          | |                  |              |                       |                                  |  |
| 25 febbraio 1979 | Austin                | Stati Uniti d'America | Austin Municipal Auditorium   | |                  |              |                       |                                  |  |
| 27 febbraio 1979 | Corpus Christi        | Stati Uniti d'America | Coliseum                      | |                  |              |                       |                                  |  |
| 1º marzo 1979    | Houston               | Stati Uniti d'America | Sam Houston Coliseum          | |                  |              |                       |                                  |  |
| 2 marzo 1979     | Dallas                | Stati Uniti d'America | Dallas Convention Center      | |                  |              |                       |                                  |  |
| 3 marzo 1979     | San Antonio           | Stati Uniti d'America | Convention Center Arena       | |                  |              |                       |                                  |  |
| 4 marzo 1979     | Beaumont              | Stati Uniti d'America | Civic Center                  | |                  |              |                       |                                  |  |
| 6 marzo 1979     | New Orleans           | Stati Uniti d'America | Municipal Auditorium          | |                  |              |                       |                                  |  |
| 8 marzo 1979     | Mobile                | Stati Uniti d'America | Expo Hall                     | |                  |              |                       |                                  |  |
| 9 marzo 1979     | Jacksonville          | Stati Uniti d'America | Civic Auditorium              | |                  |              |                       |                                  |  |
| 10 marzo 1979    | Hollywood             | Stati Uniti d'America | Hollywood Sportatorium        | |                  |              |                       |                                  |  |
| 11 marzo 1979    | Tampa                 | Stati Uniti d'America | Curtis Hixon Hall             | |                  |              |                       |                                  |  |
| 13 marzo 1979    | Birmingham            | Stati Uniti d'America | Boutwell Auditorium           | |                  |              |                       |                                  |  |
| 15 marzo 1979    | Chattanooga           | Stati Uniti d'America | Memorial Auditorium           | |                  |              |                       |                                  |  |
| 16 marzo 1979    | Nashville             | Stati Uniti d'America | Municipal Auditorium          | |                  |              |                       |                                  |  |
| 17 marzo 1979    | Johnson City          | Stati Uniti d'America | Freedom Hall Civic Center     | |                  |              |                       |                                  |  |
| 18 marzo 1979    | Wheeling              | Stati Uniti d'America | Wheeling Civic Center         | |                  |              |                       |                                  |  |
| 27 marzo 1979    | Salt Lake City        | Stati Uniti d'America | Salt Palace Center            | |                  |              |                       |                                  |  |
| 28 marzo 1979    | Denver                | Stati Uniti d'America | Auditorium Arena              | |                  |              |                       |                                  |  |
| 29 marzo 1979    | Lincoln               | Stati Uniti d'America | Pershing Memorial Auditorium  | |                  |              |                       |                                  |  |
| 30 marzo 1979    | Topeka                | Stati Uniti d'America | Municipal Auditorium          | |                  |              |                       |                                  |  |
| 3 aprile 1979    | Poughkeepsie          | Stati Uniti d'America | Poughkeepsie Civic Center     | |                  |              |                       |                                  |  |
| 4 aprile 1979    | Rochester             | Stati Uniti d'America | War Memorial                  | |                  |              |                       |                                  |  |
| 6 aprile 1979    | Uniondale             | Stati Uniti d'America | Nassau Coliseum               | |                  |              |                       |                                  |  |
| 7 aprile 1979    | New Haven             | Stati Uniti d'America | Veterans Coliseum             | |                  |              |                       |                                  |  |
| 8 aprile 1979    | Providence            | Stati Uniti d'America | Civic Center                  | |                  |              |                       |                                  |  |
| 10 aprile 1979   | Salem                 | Stati Uniti d'America | Salem Civic Center            | |                  |              |                       |                                  |  |
| 11 aprile 1979   | Hampton               | Stati Uniti d'America | Hampton Coliseum              | |                  |              |                       |                                  |  |
| 13 aprile 1979   | Atlanta               | Stati Uniti d'America | Fox Theatre                   | |                  |              |                       |                                  |  |
| 14 aprile 1979   | Greensboro            | Stati Uniti d'America | Greensboro Coliseum           | |                  |              |                       |                                  |  |
| 15 aprile 1979   | Providence            | Stati Uniti d'America | Civic Center                  | |                  |              |                       |                                  |  |
| 23 aprile 1979   | Newcastle             | Inghilterra           | City Hall                     | |                  |              |                       |                                  |  |
| 24 aprile 1979   | Newcastle             | Inghilterra           | City Hall                     | |                  |              |                       |                                  |  |
| 25 aprile 1979   | Glasgow               | Scozia                | The Apollo                    | |                  |              |                       |                                  |  |
| 26 aprile 1979   | Glasgow               | Scozia                | The Apollo                    | |                  |              |                       |                                  |  |
| 28 aprile 1979   | Edimburgo             | Scozia                | The Odeon                     | |                  |              |                       |                                  |  |
| 29 aprile 1979   | Manchester            | Inghilterra           | The Apollo                    | |                  |              |                       |                                  |  |
| 30 aprile 1979   | Manchester            | Inghilterra           | The Apollo                    | |                  |              |                       |                                  |  |
| 1º maggio 1979   | Liverpool             | Inghilterra           | Liverpool Empire              | |                  |              |                       |                                  |  |
| 2 maggio 1979    | Liverpool             | Inghilterra           | Liverpool Empire              | |                  |              |                       |                                  |  |
| 4 maggio 1979    | Londra                | Inghilterra           | Hammersmith Odeon             | |                  |              |                       |                                  |  |
| 5 maggio 1979    | Londra                | Inghilterra           | Hammersmith Odeon             | |                  |              |                       |                                  |  |
| 6 maggio 1979    | Londra                | Inghilterra           | Hammersmith Odeon             | |                  |              |                       |                                  |  |
| 7 maggio 1979    | Londra                | Inghilterra           | Hammersmith Odeon             | |                  |              |                       |                                  |  |
| 9 maggio 1979    | Coventry              | Inghilterra           | Coventry Theatre              | |                  |              |                       |                                  |  |
| 10 maggio 1979   | Birmingham            | Inghilterra           | The Odeon                     | |                  |              |                       |                                  |  |
| 11 maggio 1979   | Birmingham            | Inghilterra           | The Odeon                     | |                  |              |                       |                                  |  |
| 13 maggio 1979   | Southampton           | Inghilterra           | Southampton Gaumont           | |                  |              |                       |                                  |  |
| 14 maggio 1979   | Bristol               | Inghilterra           | Colston Hall                  | |                  |              |                       |                                  |  |
| 15 maggio 1979   | Bristol               | Inghilterra           | Colston Hall                  | |                  |              |                       |                                  |  |
| 17 maggio 1979   | Parigi                | Francia               |                               | cancellata per incendio                                                                                |                  |              |                       |                                  |  |
| 18 maggio 1979   | Poperinge-Maekeblijde | Belgio                | Nr Kortrijt                   | |                  |              |                       |                                  |  |
| 23 maggio 1979   | Göteborg              | Svezia                | Concert House                 | |                  |              |                       |                                  |  |
| 24 maggio 1979   | Oslo                  | Norvegia              | Chateau Neuf                  | |                  |              |                       |                                  |  |
| 25 maggio 1979   | Stoccolma             | Svezia                | Tivoli Gardens                | |                  |              |                       |                                  |  |
| 27 maggio 1979   | Erlangen              | Germania              | Stadthalle                    | |                  |              |                       |                                  |  |
| 28 maggio 1979   | Offenbach             | Germania              | Stadthalle                    | |                  |              |                       |                                  |  |
| 29 maggio 1979   | Amburgo               | Germania              | Musikhalle                    | |                  |              |                       |                                  |  |
| 31 maggio 1979   | Mannheim              | Germania              | Rosengarten                   | cancellata per infortunio di Lifeson                                                                   |                  |              |                       |                                  |  |
| 1º giugno 1979   | Zurigo                | Svizzera              | Volkhaus                      | cancellata per infortunio di Lifeson                                                                   |                  |              |                       |                                  |  |
| 2 giugno 1979    | Monaco di Baviera     | Germania              | Circus Krone                  | cancellata per infortunio di Lifeson                                                                   |                  |              |                       |                                  |  |
| 4 giugno 1979    | Geleen                | Paesi Bassi           | Pinkpop Festival              | scaletta ridotta con The Police, Elvis Costello, Peter Tosh, Dire Straits, Average White Band, Massada |                  |              |                       |                                  |  |